# Haishu
Haishu (fil) är ett stadsdistrikt i Ningbo i Zhejiang-provinsen i östra Kina.
Befolkningen uppgick till 349 739 invånare vid folkräkningen år 2000. Stadsdistriktet var år 2000 indelat i sex stadsdistrikt (jiedao), vilka ingår i Ningbos centralort, en köping (zhen) samt en socken (xiang).